# Courant continu
Le courant continu ou CC (DC pour direct current en anglais) est un courant électrique dont l'intensité est indépendante du temps (constante). C'est, par exemple, le type de courant délivré par les piles ou les accumulateurs.
Par extension, on nomme courant continu un courant périodique dont l'intensité est toujours assez proche de sa valeur moyenne ou dont la composante continue (sa valeur moyenne) est d'importance primordiale, ou encore un courant électrique qui circule continuellement (ou très majoritairement) dans le même sens (dit aussi unidirectionnel),.

Ce symbole se trouve sur de nombreux appareils électroniques qui nécessitent ou produisent du courant continu.

## Symboles utilisés
Pour qualifier ces grandeurs électriques indépendantes du temps, telles que tension ou courant et des dispositifs fonctionnant en courant continu et tension continue, ou encore des grandeurs associées à ces dispositifs, on utilise les deux lettres CC (courant continu) ou en anglais DC, direct current.

## Production
Les courants continus sont produits par des générateurs ou des dispositifs délivrant des tensions continues. Les principales sources de courant continu sont :
- certains générateurs comme les piles, les batteries d’accumulateurs, les piles à combustible et les panneaux solaires ;
- les machines à courant continu, fonctionnant en générateur (ou dynamos)[8] ;
- la tension alternative issue du secteur, est transformée en tension continue après un passage dans un redresseur et mise en forme par un filtrage, éventuellement stabilisée à l'aide d'une alimentation, par exemple à découpage.

## Classification
Le terme de courant continu recouvre plusieurs sens :
- courant constant : le courant est totalement constant en direction et en amplitude au cours du temps. Les courants de ce type sont parfois appelés courants parfaitement continus ;
- courant ondulé lissé : c'est un courant qui s'approche du courant constant, mais qui conserve un certain taux d'ondulation ;
- courant variable unidirectionnel : c'est un courant qui ne change pas de sens mais dont l'amplitude varie au cours du temps. C'est le cas d'un courant alternatif, redressé mais non filtré[4],[5].

## Les taux et facteurs qui définissent la qualité d'un courant lissé
Ils sont nombreux pour des raisons historiques. Les premiers ont été définis à l'époque où l'on ne disposait pas de moyen simple pour visualiser les courants et font appel à des grandeurs mesurables avec des ampèremètres analogiques. L'utilisation des oscilloscopes a fait émerger d'autres paramètres. Les définitions ci-dessous sont celles normalisées par la norme IEC 60050 qui définit le vocabulaire électrotechnique international.
D'une manière générale plus ces taux et facteurs sont faibles, plus le lissage est effectif. Ils sont nuls pour un courant parfaitement constant.
On pose :
- {\displaystyle <i>\,=} valeur moyenne de {\displaystyle i\,}
- {\displaystyle I\,=} valeur efficace de {\displaystyle i\,}
- {\displaystyle I_{a}\,=} valeur efficace de la composante alternative de {\displaystyle i\,}
- {\displaystyle \Delta (i)=i_{max}-i_{min}\,} : valeur crête à creux de l'intensité.

### Le taux d’ondulation
La valeur du taux d'ondulation de crête est égale au rapport de la valeur efficace de la composante alternative d'une grandeur ondulée par la valeur efficace de la grandeur elle-même et se calcule avec la relation suivante : 
{\displaystyle {\frac {I_{a}}{I}}} ,

### Le taux d'ondulation efficace
C'est le rapport de la valeur de crête à creux de la composante alternative d'une grandeur ondulée à la valeur absolue de la composante continue 
Il se calcule avec la relation suivante : {\displaystyle {\frac {I_{a}}{<i>}}} ,

### Le taux d'ondulation crête à crête
La valeur du taux d'ondulation crête à crête (ou crête à creux) se calcule avec la relation suivante : 
{\displaystyle T_{0}={\frac {\Delta (i)}{<i>}}},

### Le facteur d'ondulation du courant
Le facteur d'ondulation du courant est égal au rapport de la différence entre la valeur maximale {\displaystyle i_{max}\,} et la valeur minimale {\displaystyle i_{min}\,} d'un courant oscillant par deux fois la valeur moyenne {\displaystyle <i>\,=}.
Il se calcule avec la relation suivante : 
{\displaystyle T_{0}={\frac {\Delta (i)}{2<i>}}}

## Mesure
Le courant continu peut être mesuré avec appareils de type shunt, capteur de courant à effet Hall, capteur de courant à effet Néel ou capteur à fibre optique.

## Utilisation
La notion de courant continu a été introduite en 1820 par André-Marie Ampère. Promu par Thomas Edison, le courant continu a été la première utilisation de l'électricité avant l'arrivée du courant alternatif défendu par Nikola Tesla. À la fin du XIXe siècle, il était utilisé dans de nombreux domaines : éclairage, chauffage, transport, conversion d'énergie, industrie, etc. Malgré la campagne d'Edison contre le courant alternatif, au point d'électrocuter un éléphant pour prouver sa dangerosité, le courant continu n'a pu contrer le principal avantage du courant alternatif à cette époque qui est plus facile à transporter sur de longues distances du fait du transformateur de tension qui permet d'élever et abaisser la tension sans grosses pertes.
Bien que l'utilisation du courant alternatif en ait réduit la plupart des usages, il est resté employé dans quelques niches comme le ferroviaire, la plupart des équipements électroniques en basse tension mais aussi les lignes électriques à très haute tension.

## Le courant de l'avenir?
À partir des années 1990, le courant continu redevient une technologie en plein développement grâce aux progrès de l'électronique de puissance et, en particulier, l'essor des transistors bipolaires à grille isolée. Ils permettent une conversion aisée depuis (et vers) l'alternatif pour construire des lignes à haute tension HVDC  en courant continu avec des pertes en ligne jusqu'à 15 % inférieures à celles de lignes comparables en courant alternatif. Il s'utilise  particulièrement sur les longues distances ou lorsque les caractéristiques des réseaux électriques entre deux pays sont différentes. Ces utilisations intéressent aussi le secteur des hautes puissances dans l'industrie, avec la galvanoplastie, l'électrolyse, etc.
La Fondation Current/OS vise à promouvoir une norme unifiée pour les micro-réseaux à courant continu. Elle réunit un écosystème de constructeurs qui fournissent des règles pour la fabrication ou l'installation d'appareils compatibles qui fonctionnent en toute sécurité dans un réseau de distribution électrique en courant continu.
En 2017, Siemens a signé un contrat en Chine pour la construction d'une ligne de 3 284 km pour une capacité de 12 GW à la tension de 1,1 million de volts. Outre des projets comparables en Chine, au Brésil et en Inde, alimentant les zones fortement peuplées à partir de grands barrages situés à grande distance, l'essor de l'offshore éolien et les besoins d'interconnexion des réseaux poussent vers de nouvelles solutions en continu, jusqu'à la création d'un « supergrid » en continu entre les fermes éoliennes et les pays limitrophes. Des projets de recherche comme PROMOTION et MEDOW2, financés par l'Union Européenne, étudient le fonctionnement de tels réseaux et les disjoncteurs adaptés.
Le courant continu permet des économies dès l'installation puisque son réseau ne nécessite que deux fils, contre trois ou quatre pour le courant alternatif, ce qui pourrait apporter des économies sur les nouvelles infrastructures d'environ 15 %. Il sera aussi plus économique à l'usage, car de nombreux objets du quotidien, comme les LED, les batteries d'ordinateurs ou celles des voitures électriques, fonctionnent avec du courant continu, et de plus les panneaux photovoltaïques produisent du courant continu ; les économies pourraient s'élever à plus de 20 %. Or Enedis recense déjà plus de 490 000 autoconsommateurs en France grâce à leurs panneaux solaires. Des expérimentations sont en cours en Chine, aux États-Unis (projets d'Emera Technologies au Nouveau-Mexique et en Floride) et en France (projet Wave de Vinci Energies à Lille). Enedis espère donner naissance à un premier démonstrateur d'ici fin 2024. L'Union européenne finance à hauteur de 80 % le programme Shift2DC, lancé fin 2023, auquel participent entre autres EDF, Schneider et Nexans, pour développer des projets impliquant le courant continu dans des bâtiments, les data centers, l'industrie et les ports.

## Lois usuelles du courant continu

### Introduction
Un courant parcourant un conducteur électrique se manifeste à l'extérieur par de nombreux phénomènes :
- mécanique (moteur) ;
- chimique (batterie, électrolyse) ;
- magnétique (déviation d'une aiguille aimantée, action d'un électroaimant, etc.) ;
- thermique (échauffement du conducteur) ;
- physiologique (électrisation, électrocution).

La matière, constituée d'atomes, eux-mêmes constitués d'un noyau et d'électrons forment une structure de charges électriques qui s'équilibrent tant qu'un électron n'a pas l'occasion de se libérer pour circuler librement dans la structure de la matière.

### Notion de charge électrique
Une charge électrique est un ensemble de particules dont la somme algébrique des charges n'est pas nulle. Soient -e la charge de l'électron et +e la charge du proton.
Pour des raisons historiques, la physique de l'électron ayant été connue bien après que les principales propriétés de l'électricité ont été mises en évidence, il a été décidé, du fait que les électrons circulent dans le sens inverse du sens qui avait été choisi par convention, que la charge du principal porteur de charge utile qu'est l'électron serait considérée comme négative.
Il faut donc retenir que la charge électrique de l'électron est :
{\displaystyle q=-e}
et que la charge électrique d'un électron en coulomb est : −1,6 × 10−19 C.
Pour mettre en mouvement les électrons, il est nécessaire de fournir une certaine énergie proportionnelle au nombre d'électrons à déplacer et qui peut entre deux points A et B d'un conducteur s'écrire :
{\displaystyle W=UQ}
Le facteur de proportionnalité U étant appelé différence de potentiel entre A et B et n'est autre que la tension mesurée entre A et B.